# California (Santander)
Pour les articles homonymes, voir California.
California est une municipalité située dans le département de Santander en Colombie.